# 馬淵逸雄
馬淵 逸雄（まぶち いつお、1896年（明治29年）8月31日 - 1973年（昭和48年）9月17日）は、日本の陸軍軍人。最終階級は陸軍少将。

## 経歴
旧板倉藩士・戸長、馬淵栄吉の息子として生れる。名古屋陸軍地方幼年学校、中央幼年学校を経て、1918年（大正7年）5月、陸軍士官学校（30期）を卒業。同年12月、陸軍少尉に任官し歩兵第34連隊付となる。1929年（昭和4年）11月、陸軍大学校（41期）を卒業した。
歩兵第34連隊中隊長、近衛師団司令部付、第7師団参謀、陸軍省官房付、軍務局付、上海派遣軍司令部付などを経て、1937年（昭和12年）11月、歩兵中佐に昇進。1939年（昭和14年）3月、中支那派遣軍司令部付（報道部長）となり、1939年（昭和14年）8月、歩兵大佐に進級。支那派遣軍参謀（報道部長）を経て、1940年（昭和15年）12月、陸軍報道部長に就任。
報道部長時代は、火野葦平などの文化人を戦線に案内して国内向けに従軍作家による報道を充実させたほか、上海における敵性租界の言論工作、親日新聞の創刊など情報統制を行った。
1941年（昭和16年）10月、第20師団隷下の歩兵第78連隊長に発令され朝鮮半島に駐屯し太平洋戦争を迎えた。1942年（昭和17年）12月、第5師団参謀長となり、1943年（昭和18年）8月、陸軍少将に進んだ。1945年（昭和20年）2月、第16軍隷下の独立混成第27旅団長に就任し、ジャワ島バンドンの守備に従事し終戦を迎えた。1947年（昭和22年）5月に復員。同年11月28日、公職追放仮指定を受けた。

## 著書
- 『報道戦線』改造社、1941年。
- 『東亜の解放』揚子江社出版部、1941年。
- 『日本の方向』六芸社、1941年。

## 親族
- 兄 馬渕直逸（陸軍中将）
- 娘婿 原田泰夫（将棋九段）[3]